# Ricky Fataar
Ricky Fataar, né le 5 septembre 1952 à Durban, en Afrique du Sud, est un musicien sud-africain, connu à la fois en tant que batteur et guitariste.
Il se fait connaître comme acteur dans All You Need Is Cash, une parodie de l'histoire des Beatles dans laquelle il joue en tant que membre du groupe The Rutles. Il est également connu pour son passage chez les Beach Boys entre 1971 et 1974. Fataar est aussi reconnu pour ses contributions en tant que producteur de disques et travaille sur des projets pour le cinéma et la télévision.

## Carrière musicale

### The Flames
En 1968, le groupe s'installe à Londres et commence une tournée au Royaume-Uni. Lors d'une de leurs tournées, ils sont repérés par un membre fondateur des Beach Boys, Carl Wilson. Il est impressionné par leur talent et leur propose de signer sur le nouveau label des Beach Boys, Brother Records. Le groupe déménage à Los Angeles et ils enregistrent leur album The Flame avec Carl Wilson en tant que producteur en 1970.

### The Beach Boys
Ils collaborent également avec Carl Wilson et Mike Love sur la chanson Leaving This Town. 1973 voit la sortie de leur premier album live, The Beach Boys in Concert, sur lequel Fataar joue. Il comporte une version live de la collaboration inédite Chaplin / Fataar / Love, We Got Love, qui doit initialement sortir sur l'album Holland, mais est finalement retirée des titres de l'album pour faire place au single Sail On, Sailor. Fataar et Chaplin quittent plus tard le groupe, Fataar n'apparaissant que sur les morceaux It's OK et That Same Song du prochain album studio des Beach Boys, 15 Big Ones de 1976.
En mars 2019, Al Gomes et Connie Watrous de Big Noise présentent une plaque de l'université Roger Williams rendant hommage à Fataar et Chaplin, à Providence, dans l'État de Rhode Island lors d'un concert de Bonnie Raitt et James Taylor. La plaque commémore le concert des Beach Boys du 22 septembre 1971 au Ramada Inn à Portsmouth, Rhode Island, aujourd'hui Baypoint Inn & Conference Center de l'université Roger Williams. Le concert constitue la toute première apparition de Fataar en tant que membre officiel du groupe.

### The Rutles
En 1978, Fataar joue dans All You Need Is Cash, un documentaire parodique connu plus communément sous le nom de The Rutles, qui présente une parodie de l'histoire réelle des Beatles. Le film fait suite à un sketch télévisé du Saturday Night Live. La musique  du documentaire est écrite par Neil Innes, ancien membre du Bonzo Dog Doo-Dah Band et collaborateur musical des Monty Python. Fataar incarne Stig O'Hara, le guitariste du groupe (calqué sur George Harrison). Il ne dit aucune réplique dans le film, ce qui lui confère le surnom du « silencieux ». L'épouse de Fataar à l'époque, Penelope Tree, apparaît dans All You Need Is Cash, en tant qu'épouse de Stig. Les deux disques du groupe, The Rutles et Archaeology, le présentent jouant de la guitare, de la basse, du sitar, de la batterie et chantant. Il enregistre aussi par la suite un single avec Eric Idle, sous les pseudonymes de Dirk & Stig, intitulé « Mr. Sheene ».

### Autres projets

#### Musiques de films et de télévision
Fataar combine également ses talents d'acteur et de musicien, créant de la musique de film pour le cinéma et la télévision. Il s'occupe notamment de la composition de la musique du film australien Spotswood,.

#### En tant que producteur
En tant que producteur, Fataar dirige la conception de la musique de plusieurs films, parmi lesquels High Tide, Les Patterson Saves the World et Coca-Cola Kid, dans lesquels il fait également un caméo en tant qu'acteur.

#### Autres travaux
Fataar travaille comme musicien de studio, notamment pour Ian McLagan ainsi que d'autres artistes, en tant que batteur. Fataar émigre en Australie en 1978 où il enregistre et coproduit des albums pour Tim Finn, joue de la batterie sur la chanson de Split Enz Message To My Girl, et travaille également avec Crowded House, Jenny Morris, Peter Blakeley et Wendy Matthews, ainsi que d'autres artistes.
En 1979, Fataar est présenté à Bonnie Raitt et enregistre sur son album Green Light. En 1990, il rejoint Raitt et est membre du groupe de Raitt. Fataar continue à travailler en tant que sideman pour de nombreux artistes, mais aussi sur le premier album de Peter Cetera, généralement en tant que batteur.

## Vie privée
Ricky Fataar se marie tout d'abord avec la mannequin Penelope Tree, avec qui il a un enfant, Paloma Fataar. Plus tard, il épouse la danseuse Valerie Velardi, avec qui il a une deuxième fille, Francesca Fataar[réf. nécessaire].

## Collaborations
Avec Ryan Adams
- Love Is Hell (Lost Highway Records, 2004)

Avec Peter Cetera
- Peter Cetera (Warner Bros. Records, 1981)

Avec Crowded House
- Woodface (Capitol Records, 1991)

Avec Tim Finn
- Escapade (Mushroom Records, 1983)
- Before & After (Capitol Records, 1994)

Avec Steeve Harley
- Hobo with a Grin (EMI, 1978)

Avec Tim Hardin
- Unforgiven (San Francisco Sound, 1980)

Avec Etta James
- Seven Year Itch (Island Records, 1989)

Avec Elton John
- Duets (Geffen, 1993)

Avec Wendy Matthews
- Émigré (rooArt, 1990)
- Lily (rooArt, 1992)

Avec Delbert McClinton
- Nothing Personal (New West, 2001)

Avec Jenny Morris
- Body and Soul (Warner Bros. Records, 1987)
- Shiver (Warner Bros. Records, 1989)
- Honeychild (East West Records, 1991)

Avec Keb'Mo'
- Just Like You (Epic Records, 1996)

Avec Anne Murray
- Anne Murray (EMI, 1996)

Avec Robert Palmer
- Heavy Nova (Manhattan Records, 1988)

Avec Boz Scaggs
- Some Change (Virgin Records, 1994)
- Fade Into Light (MVP Japon, 1996)
- Come On Home (Virgin Records, 1997)
- Out of the Blues (Concord Records, 2018)

Avec Broderick Smith
- Broderick Smith (Wheatley, 1984)

Avec Phoebe Snow
- Something Real (Elektra Records, 1989)

Avec Pops Staples
- Peace to the Neighborhood (Point Blank Records, 1992)

Avec Bonnie Raitt
- Green Light (Warner Bros. Records, 1982)
- Nick of Time (Capitol Records, 1989)
- Luck of the Draw (Capitol Records, 1991)
- Longing in Their Hearts (Capitol Records, 1994)
- Silver Lining (Capitol Records, 2002)
- Souls Alike (Capitol Records, 2005)
- Slipstream (Redwing Records, 2012)
- Dig In Deep (Redwing Records, 2016)
- Just Like That... (Redwing Records, 2022)

Avec Jennifer Warnes
- Shot Through the Heart (Arista Records, 1978)

## Récompenses et nominations

### Prix de la musique ARIA
Les ARIA Music Awards sont une cérémonie qui récompense l'excellence, l'innovation dans tous les genres de la musique australienne, et qui se tient tous les ans depuis 1987.
| Année | Travail nommé | Catégorie                                    | Résultat   | Ref.  |
| ----- | ------------- | -------------------------------------------- | ---------- | ----- |
| 1993  | Spotswood     | Best Original Soundtrack, Cast or Show Album | Nomination | [ 7 ] |

### Countdown Australian Music Awards
Countdown est une émission de musique pop australienne diffusée sur le diffuseur national ABC-TV de 1974 à 1987. Elle décerne des prix musicaux de 1979 à 1987, initialement en collaboration avec le magazine TV Week. Les Countdown Awards sont une combinaison de récompenses décidées par le public et par les pairs.
| Année | Nomination                                                              | Prix                             | Résultat   |
| ----- | ----------------------------------------------------------------------- | -------------------------------- | ---------- |
| 1983  | Ricky Fataar (pour son travail avec Tim Finn, Renée Geyer et Pat Wilson | Best Record Producer of the Year | Victoire   |
| 1984  | Ricky Fataar (avec Mark Moffatt)                                        | Best Producer                    | Nomination |